# Gmünd (Neder-Oostenrijk)
Gmünd is een gemeente in de Oostenrijkse deelstaat Neder-Oostenrijk, gelegen in het district Gmünd. De gemeente heeft ongeveer 5900 inwoners.

## Ligging en geschiedenis
Gmünd ligt in het Waldviertel, in het uiterste noorden van het land, aan de Lainsitz, die de grens met Tsjechië vormt. De stad ontstond in de 12e eeuw. De naam Gmünd verwijst naar de monding van de Braunau in de Lainsitz. Het stadsslot van Gmünd dateert uit de 16e eeuw.
In de tweede helft van de 19de eeuw kreeg Gmünd betekenis als spoorwegknooppunt aan de spoorlijn van Wenen naar Praag en die naar Budweis (nu České Budějovice).
Gmünd vormde tot de Eerste Wereldoorlog één geheel met České Velenice, dat Gmünd-Bahnhof heette, omdat zich hier het station bevond. In 1920 kreeg het zijn huidige naam, nadat het Verdrag van Saint-Germain (1919) had bepaald dat de Lainsitz de grens met het nieuwe Tsjechoslowakije zou vormen.

## Geboren
- Alfred Worm (14 juni 1945), schrijver, journalist en hoogleraar
- Arnold Jonke (25 december 1962), roeier

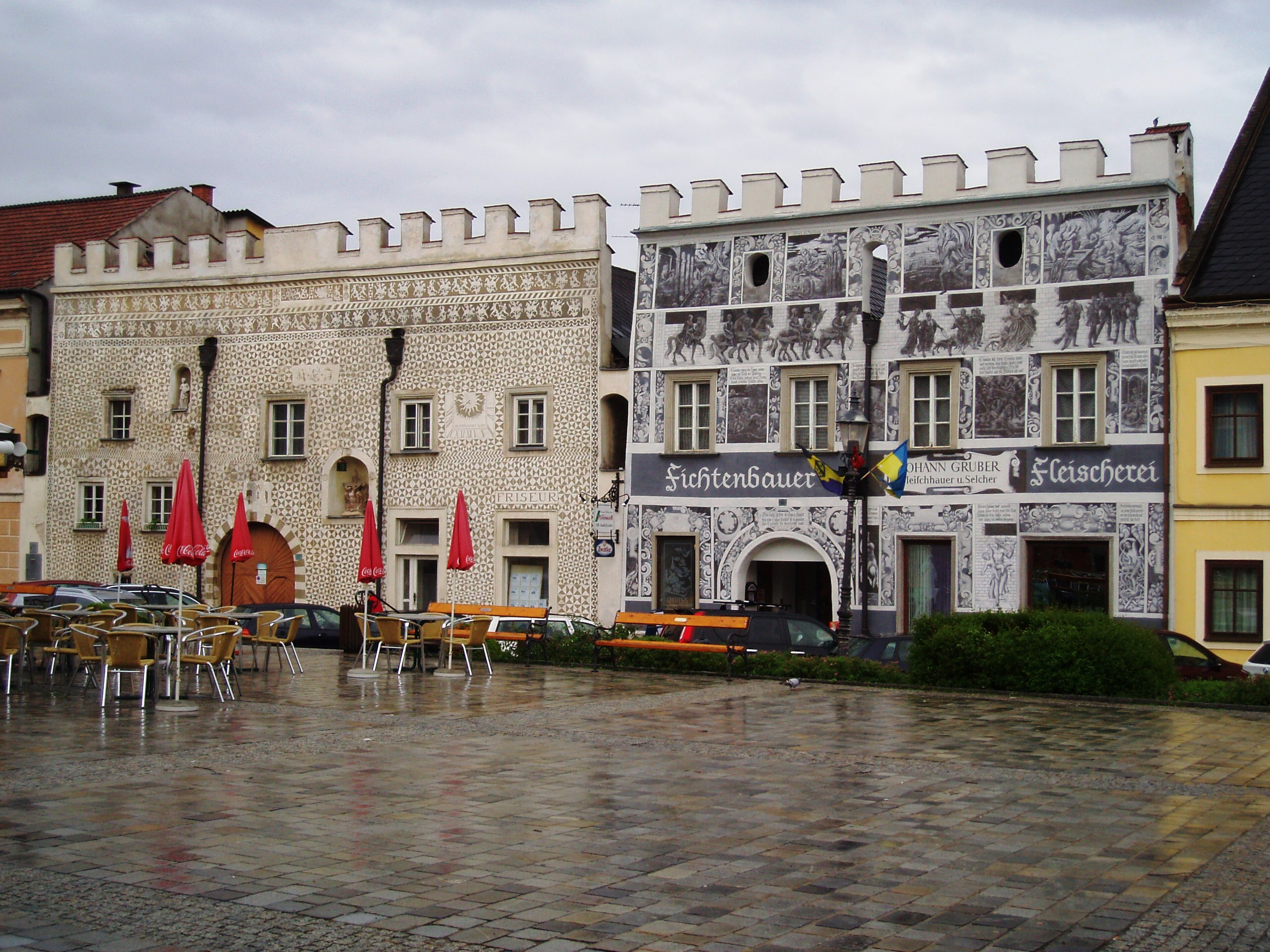
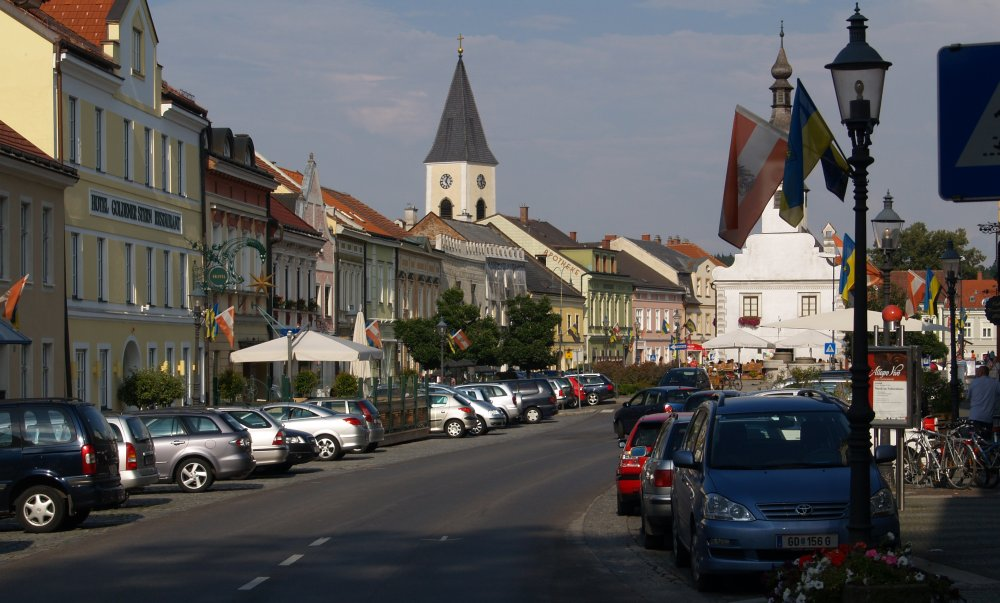
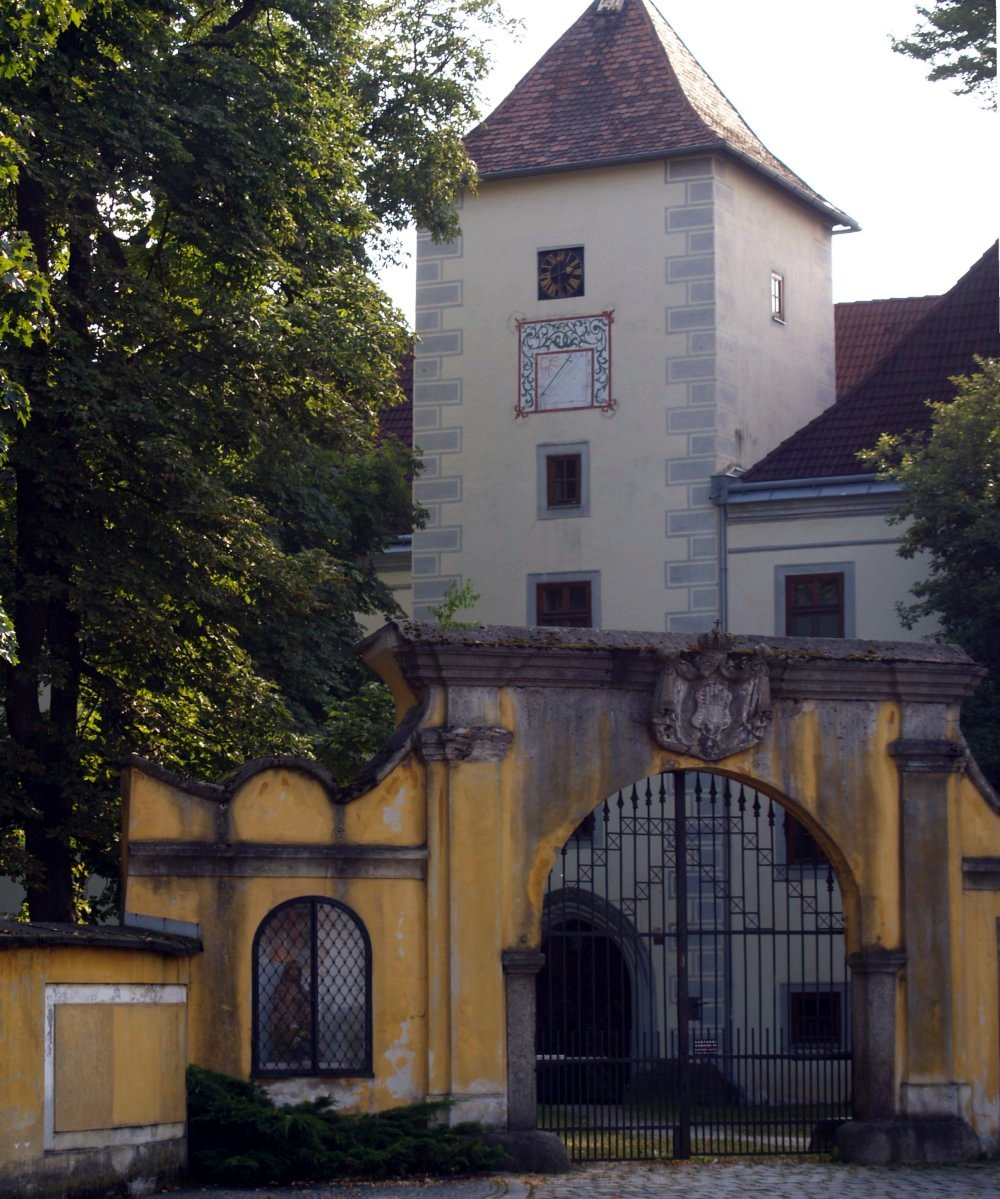
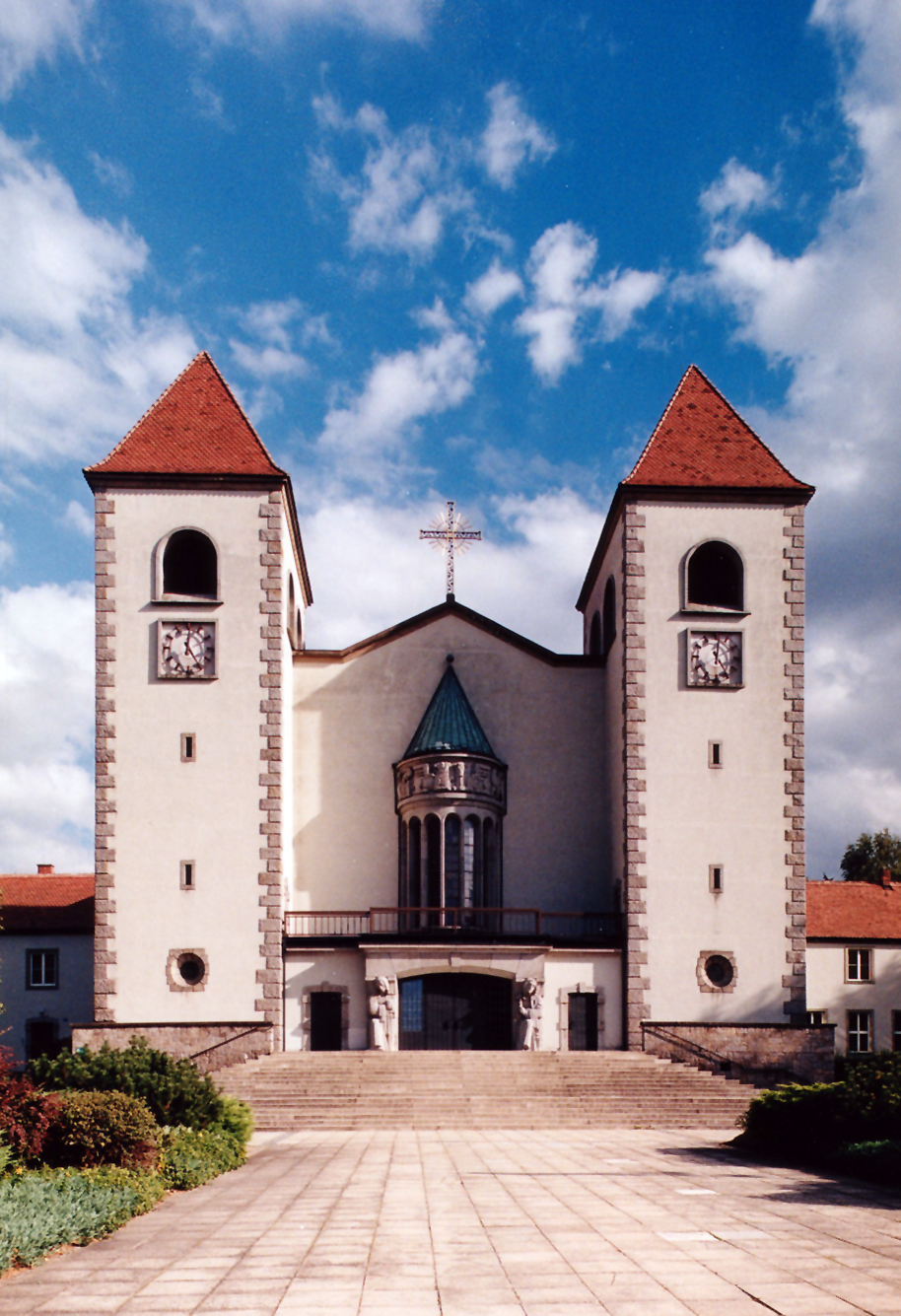
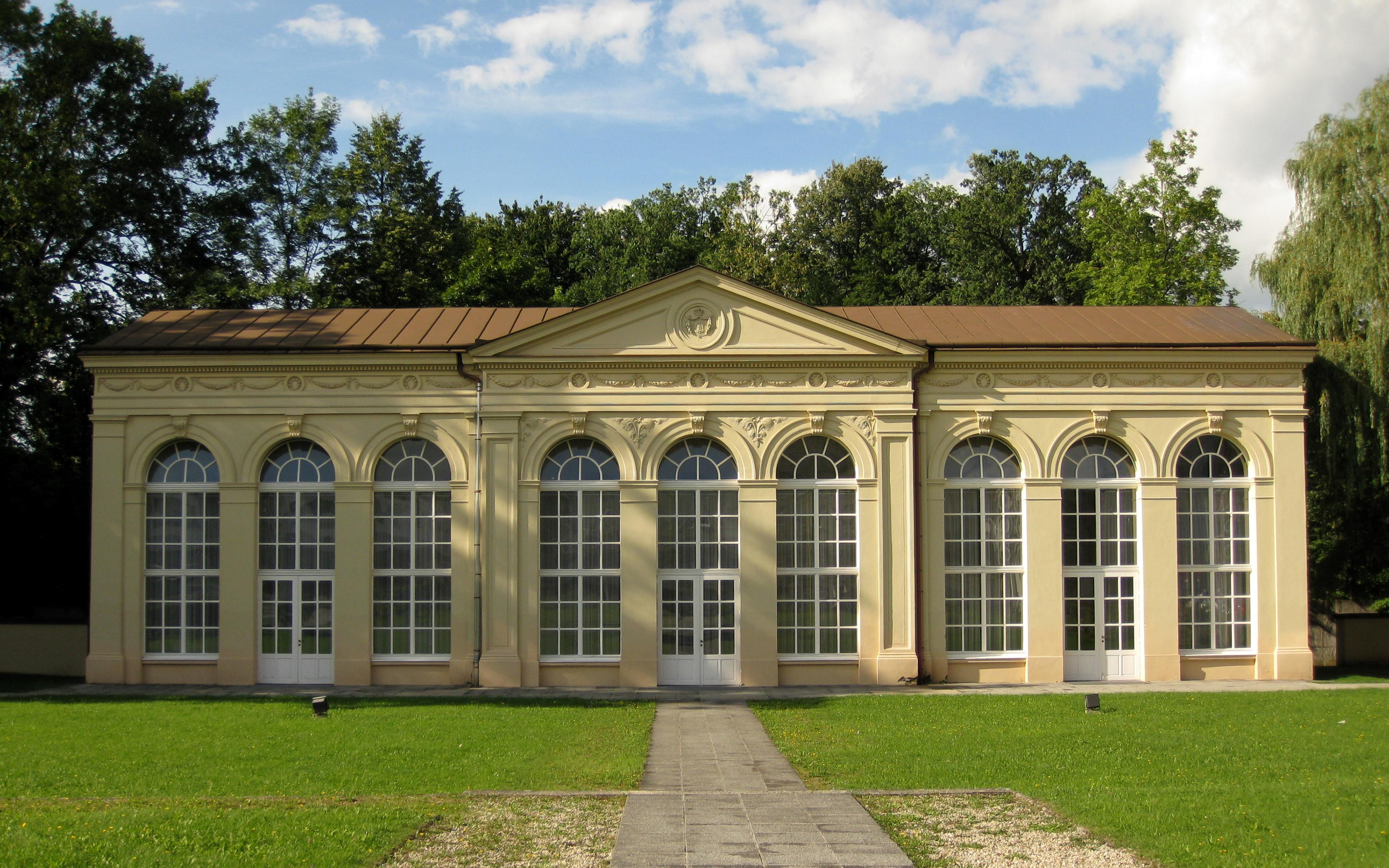
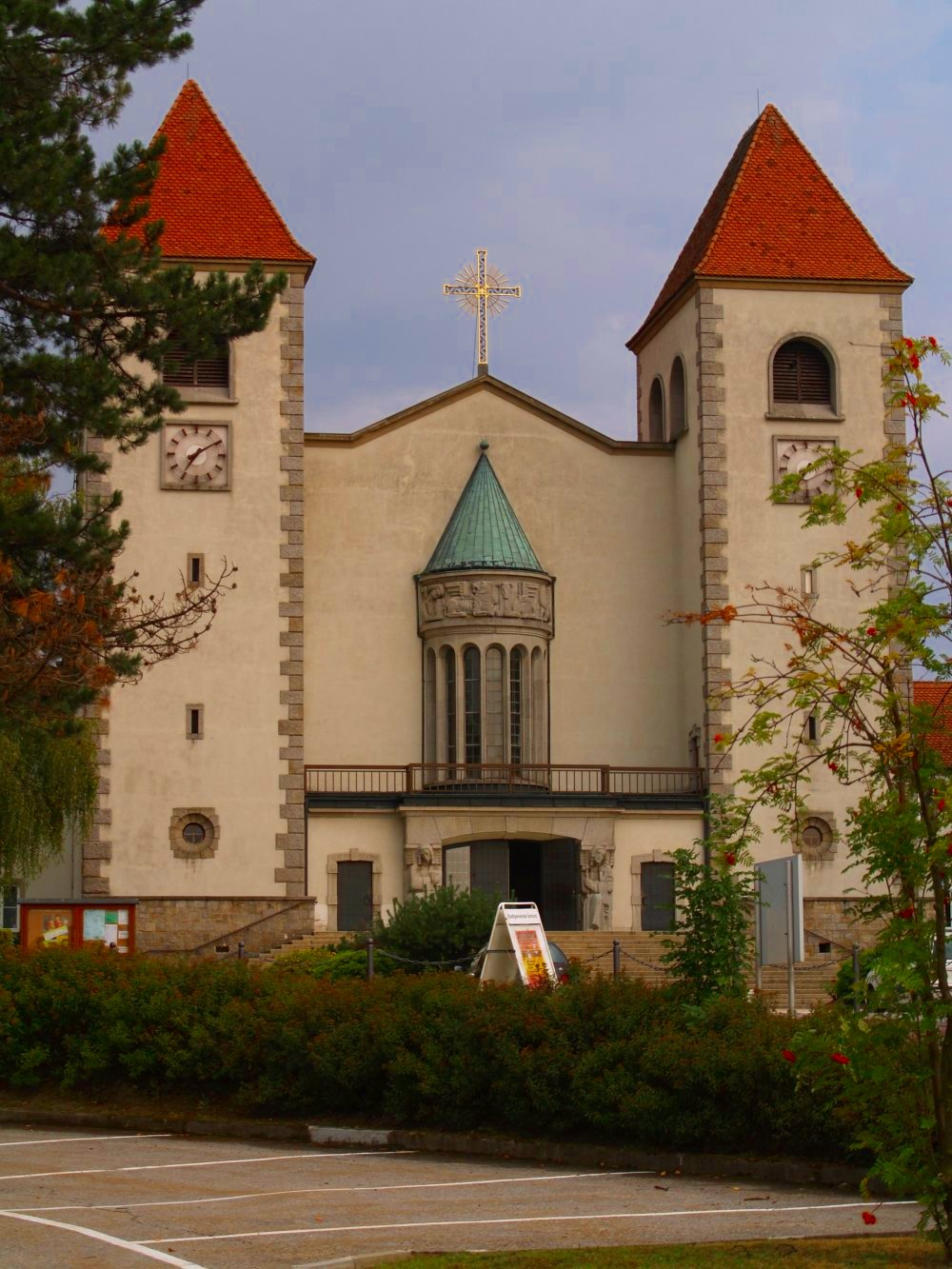

Amaliendorf-Aalfang · Bad Großpertholz · Brand-Nagelberg · Eggern · Eisgarn · Gmünd · Großdietmanns · Großschönau · Haugschlag · Heidenreichstein · Hirschbach · Hoheneich · Kirchberg am Walde · Litschau · Moorbad Harbach · Reingers · Schrems · St. Martin · Unserfrau-Altweitra · Waldenstein · Weitra
- Gemeinsame Normdatei: 4021373-0
- Library of Congress Control Number: n92004021
- MusicBrainz: 856f5729-8dad-4618-9b8c-cd0aa6aed414
- Nationale Bibliotheek van Tsjechië: ge129192
- Nationale Bibliotheek van Israël: 987007567733305171
- Virtual International Authority File: 154909626
- WorldCat: E39PBJdmmT3y4TVKfrCYCBqG73